# Județul Trei-Scaune (interbelic)
Județul Trei Scaune a fost o unitate administrativă de ordinul întâi din Regatul României, aflată în regiunea istorică Transilvania. Reședința județului era orașul Sfântu Gheorghe.

## Întindere

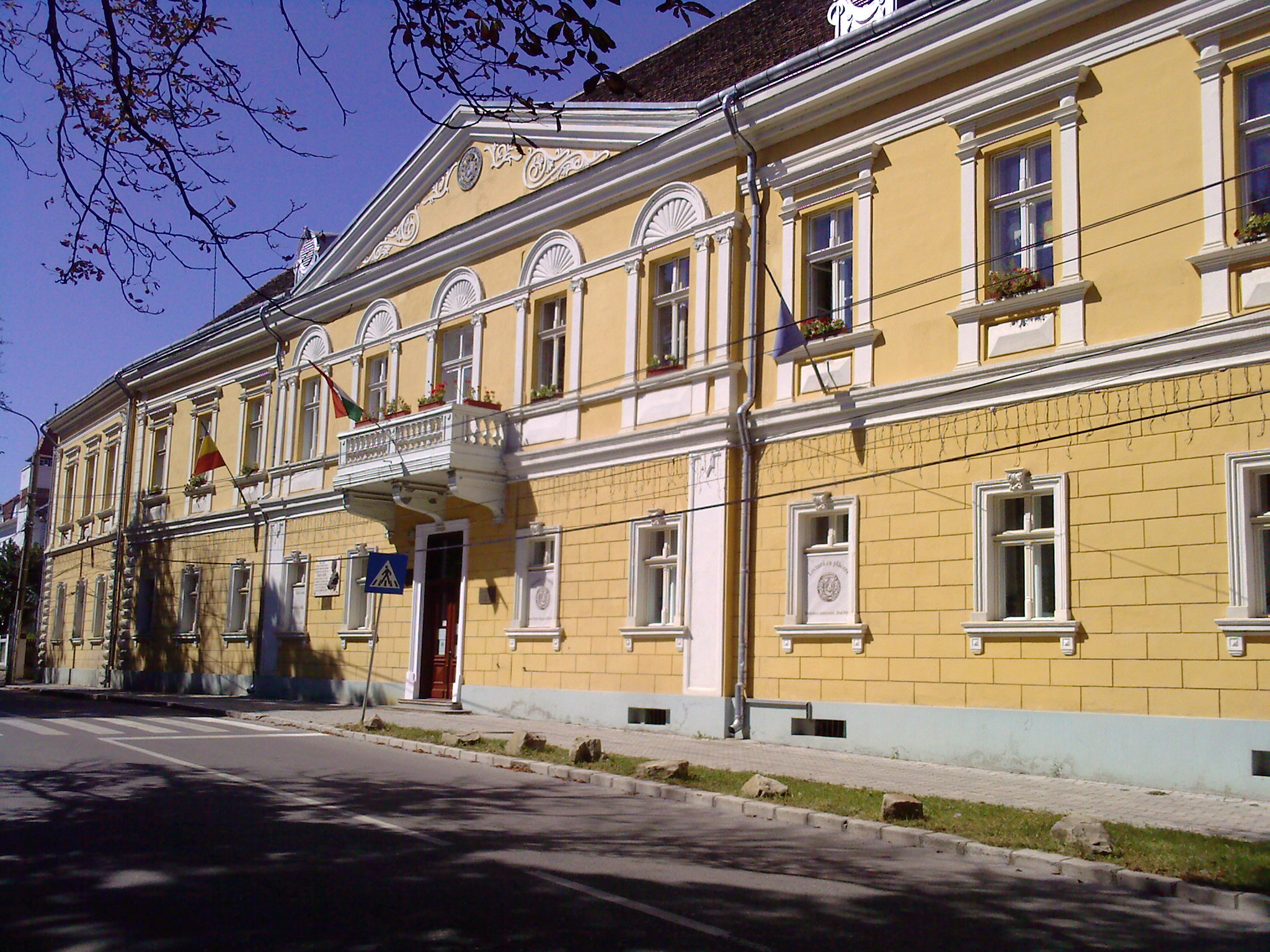
Clădirea Prefecturii județului Trei Scaune din perioada interbelică. Clădirea-monument istoric, construită în anul 1832, transformată în anii 1897 și 1902 și situată pe Str. Áron Gábor nr. 4, îndeplinește în prezent rolul de sediu al Bibliotecii Județene Covasna din Sfântu Gheorghe.

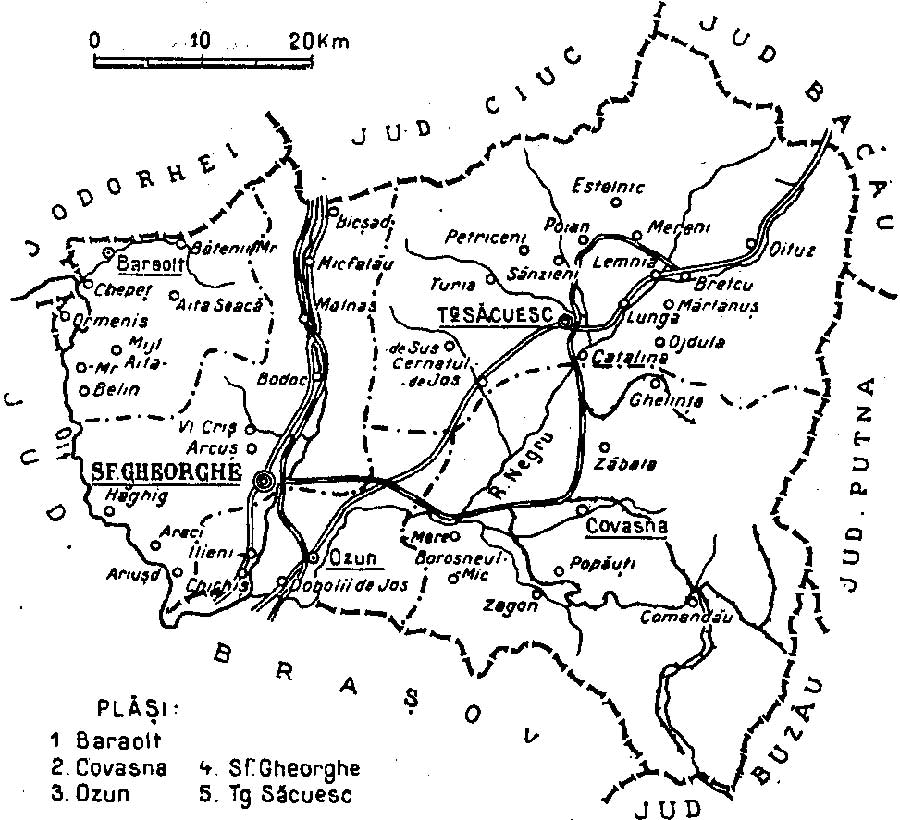
Harta județului, cu dispunerea și denumirea plășilor, în anul 1938.

Județul se afla în partea centrală a României Mari, în sud-estul regiunii Transilvania. Județul cuprindea mare parte din teritoriul actualului județ Covasna. Se învecina la vest cu județul Brașov, la nord cu județele Odorhei, Ciuc și Bacău, la est cu județul Putna, iar la sud cu județele Buzău și Brașov.

## Organizare
Județul era organizat inițial în patru plăși, iar ulterior în cinci plăși:
1. Plasa Baraolt (ce cuprindea 11 sate),
2. Plasa Covasna (ce cuprindea 27 de sate),
3. Plasa Sfântu Gheorghe (ce cuprindea 21 de sate),
4. Plasa Târgu Secuiesc (ce cuprindea 29 de sate) și
5. Plasa Ozun (plasă înființată ulterior ce cuprindea 19 sate).

Pe teritoriul județului Trei Scaune se aflau două orașe: Sfântu Gheorghe (reședința județului) și Târgu Secuiesc (denumit uneori și Târgu Săcuesc).

## Populație
Conform recensământului din 1930 populația județului era de 136.122 locuitori, dintre care 80,4% maghiari, 16,0% români, 2,2% țigani, 0,6% germani, 0,5% evrei ș.a. Din punct de vedere confesional populația era alcătuită din 40,6% reformați, 36,1% romano-catolici, 14,6% ortodocși, 4,6% unitarieni, 2,3% greco-catolici ș.a.

### Mediul urban
În 1930 populația urbană a județului era de 15.925 locuitori, dintre care 78,2% maghiari, 15,3% români, 2,3% evrei, 1,6% germani, 1,4% țigani ș.a. Din punct de vedere confesional orășenimea era formată din 45,0% reformați, 31,5% romano-catolici, 13,0% ortodocși, 3,0% mozaici, 2,9% greco-catolici, 2,7% unitarieni, 1,7% luterani ș.a.

## Materiale documentare

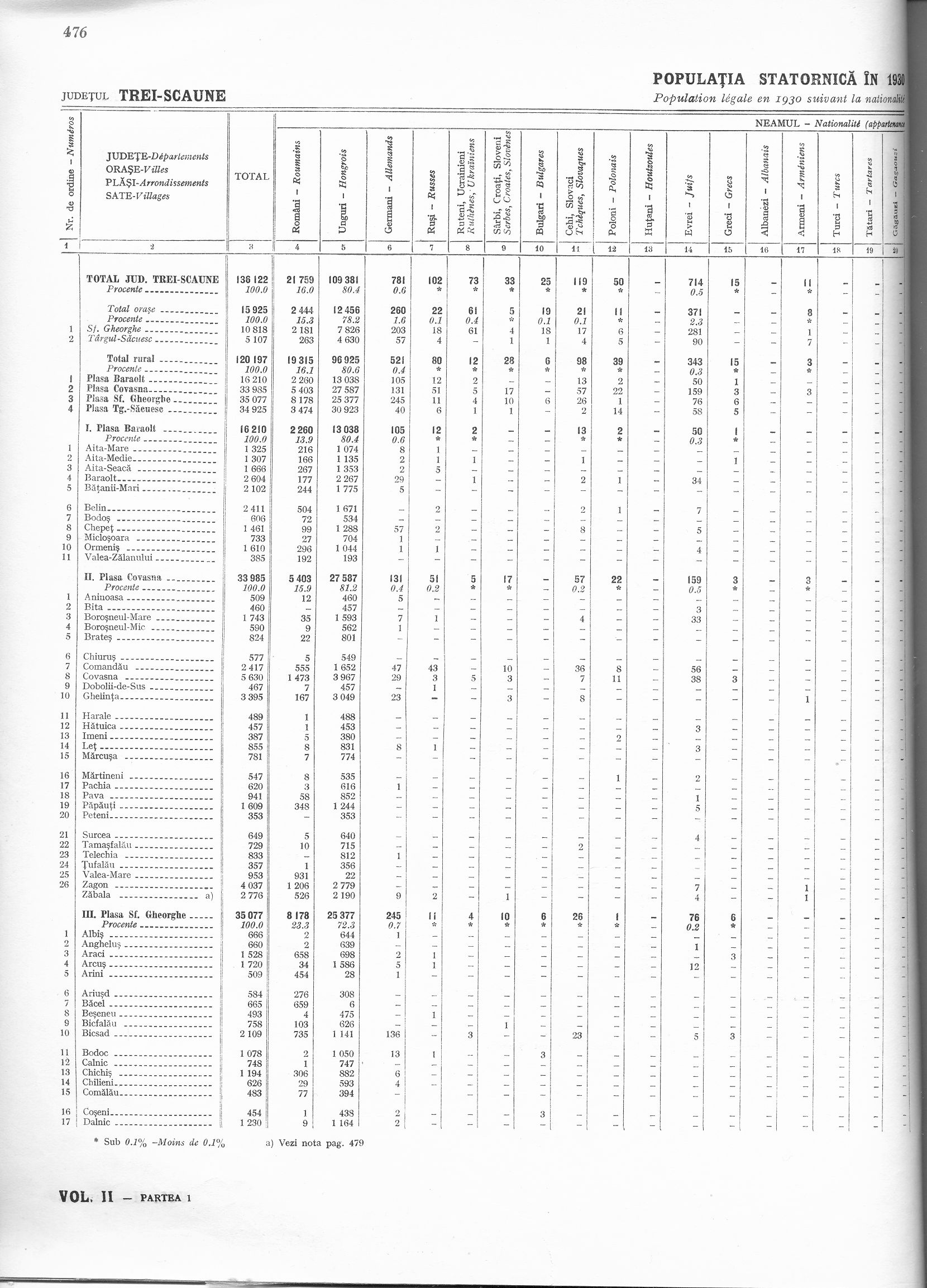
Populația județului în anul 1930, după etnie și limbă maternă
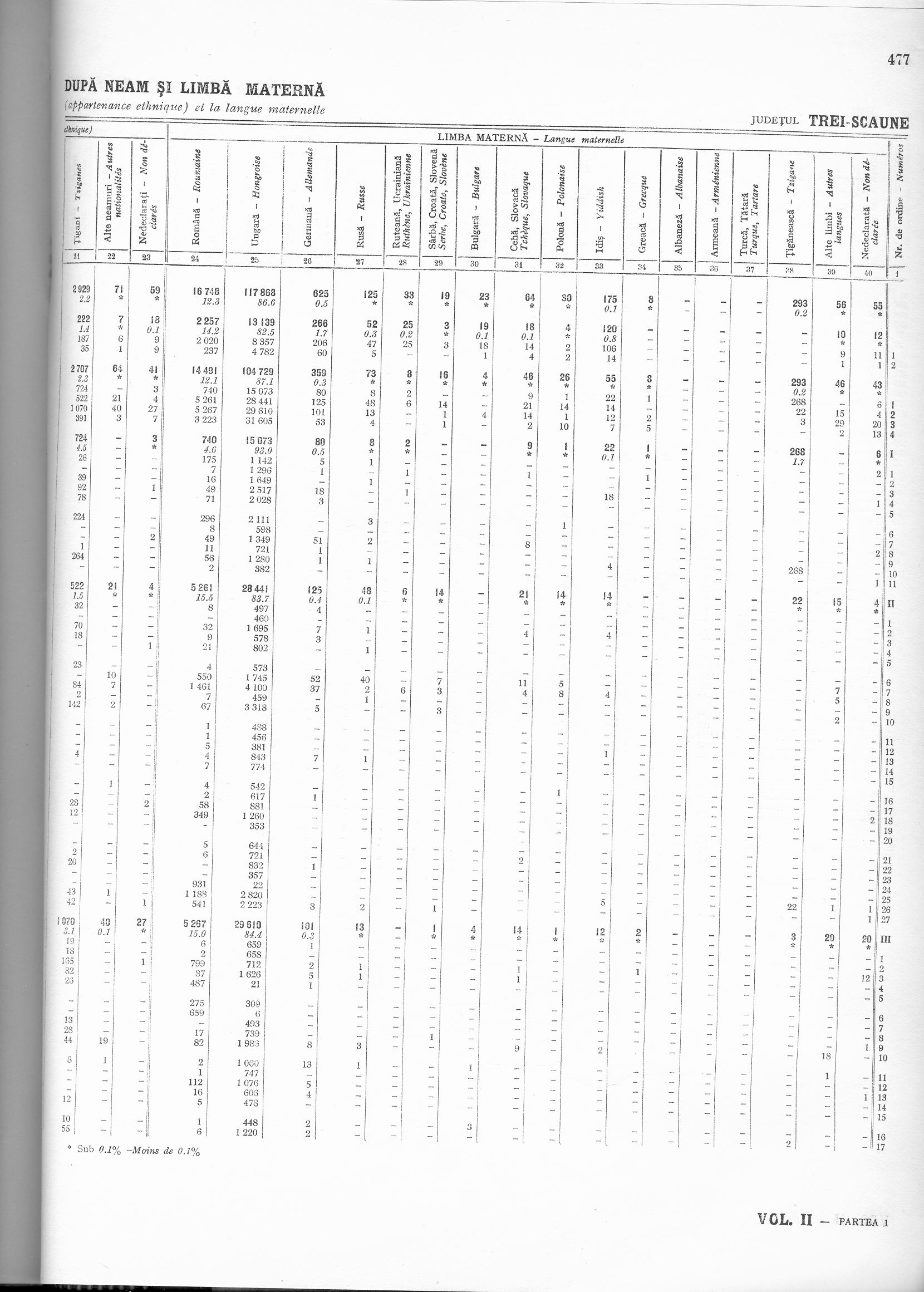
Populația județului în anul 1930, după etnie și limbă maternă
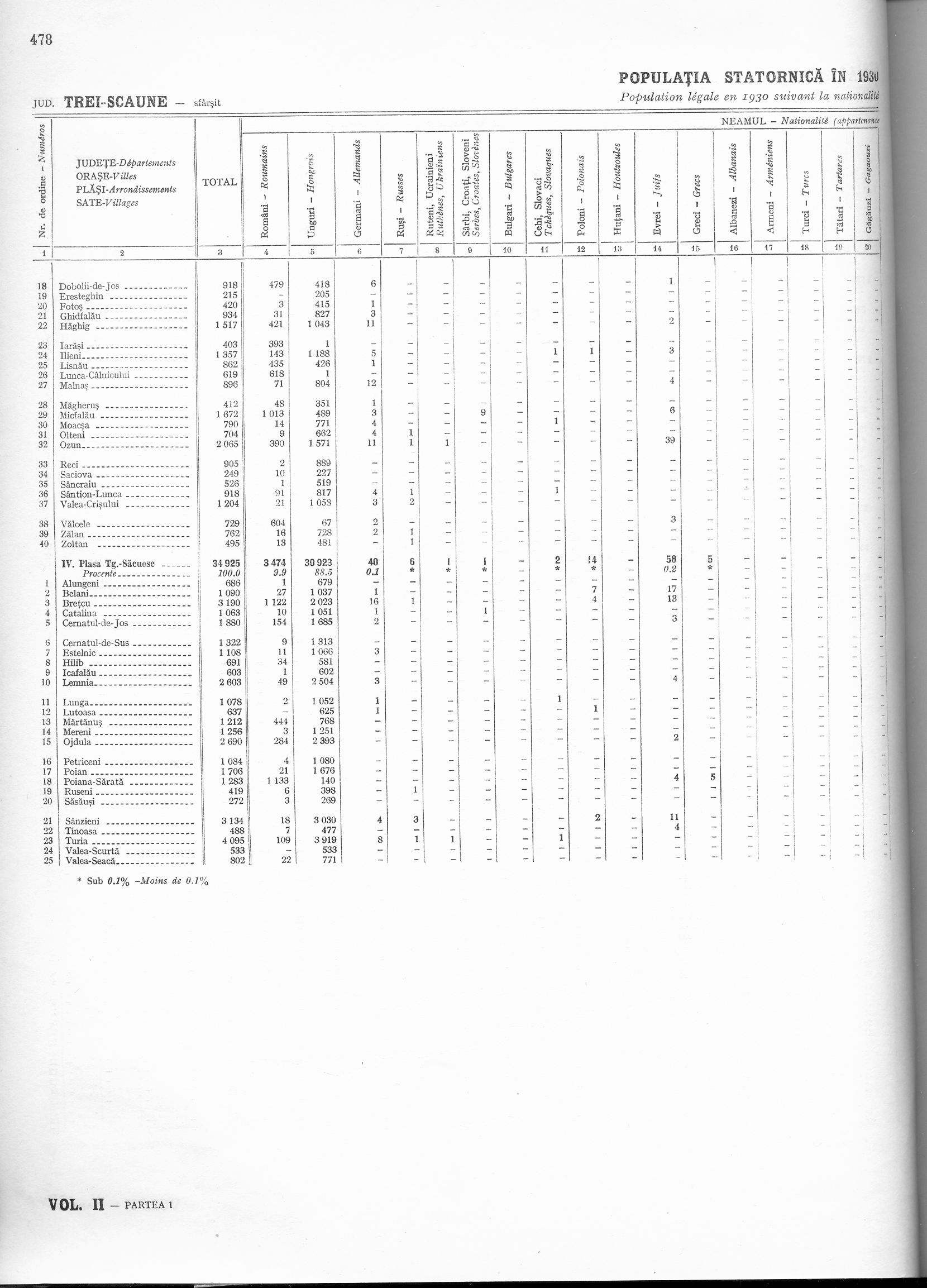
Populația județului în anul 1930, după etnie și limbă maternă
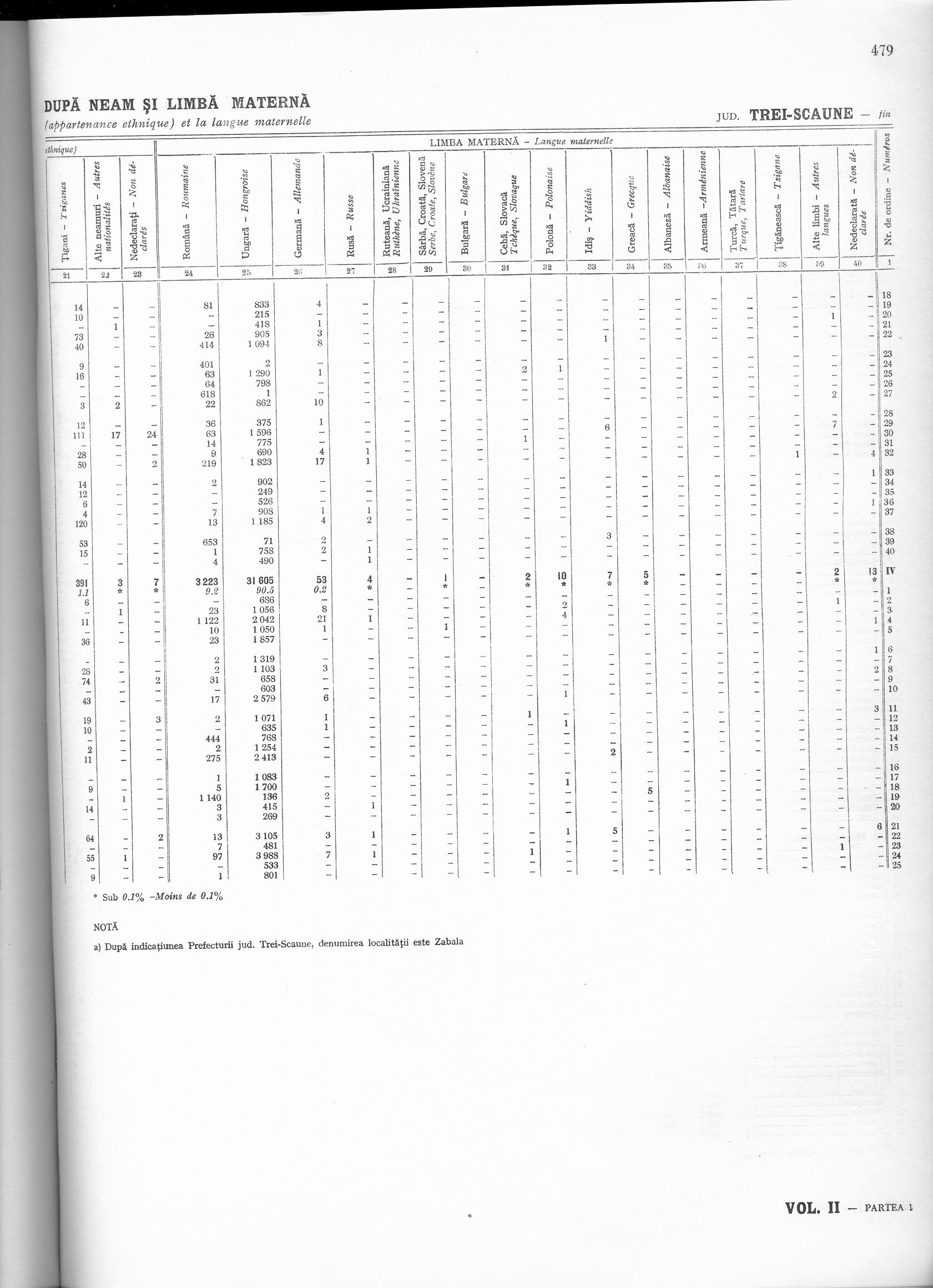
Populația județului în anul 1930, după etnie și limbă maternă
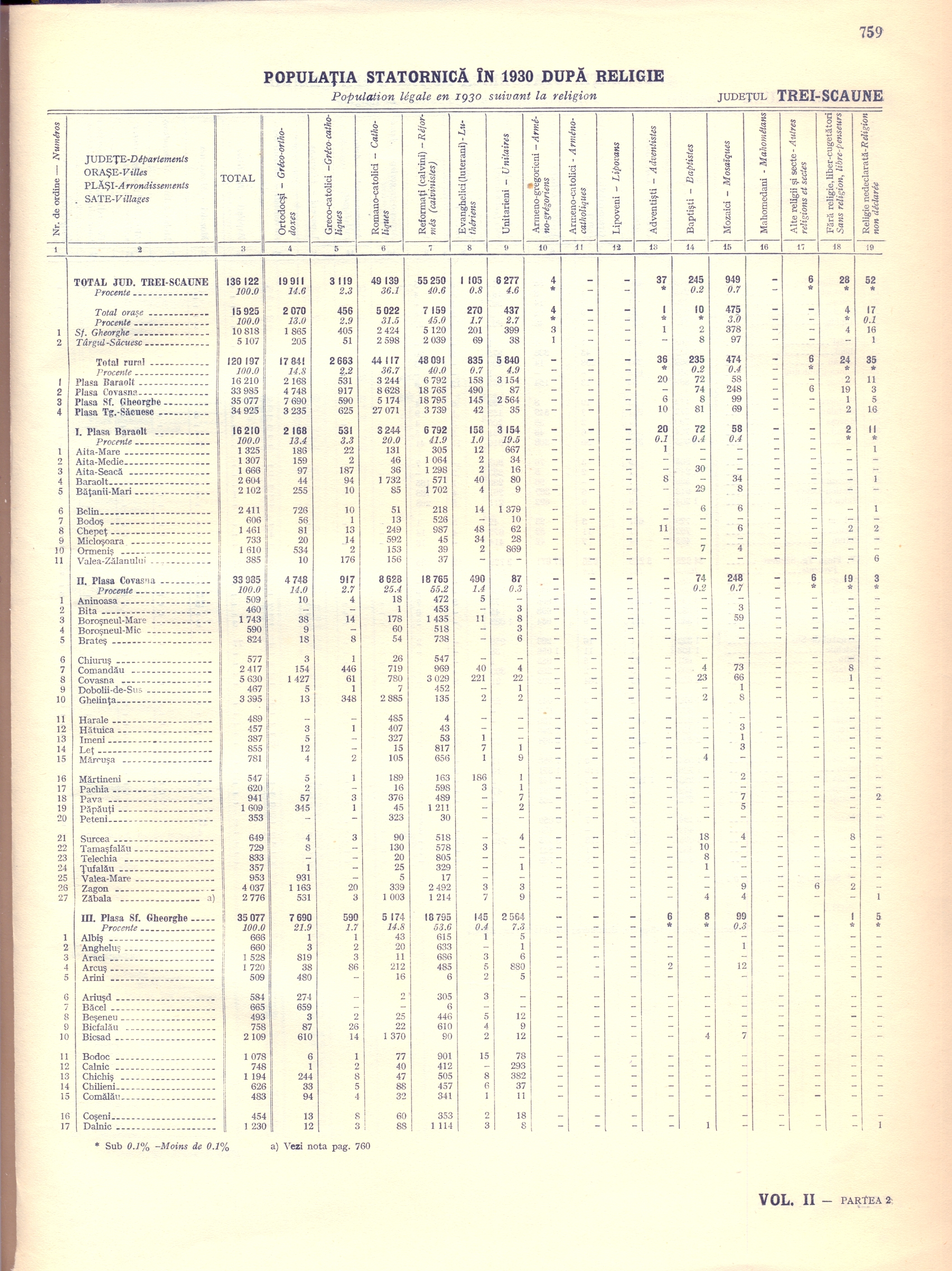
Populația județului în anul 1930, după religie
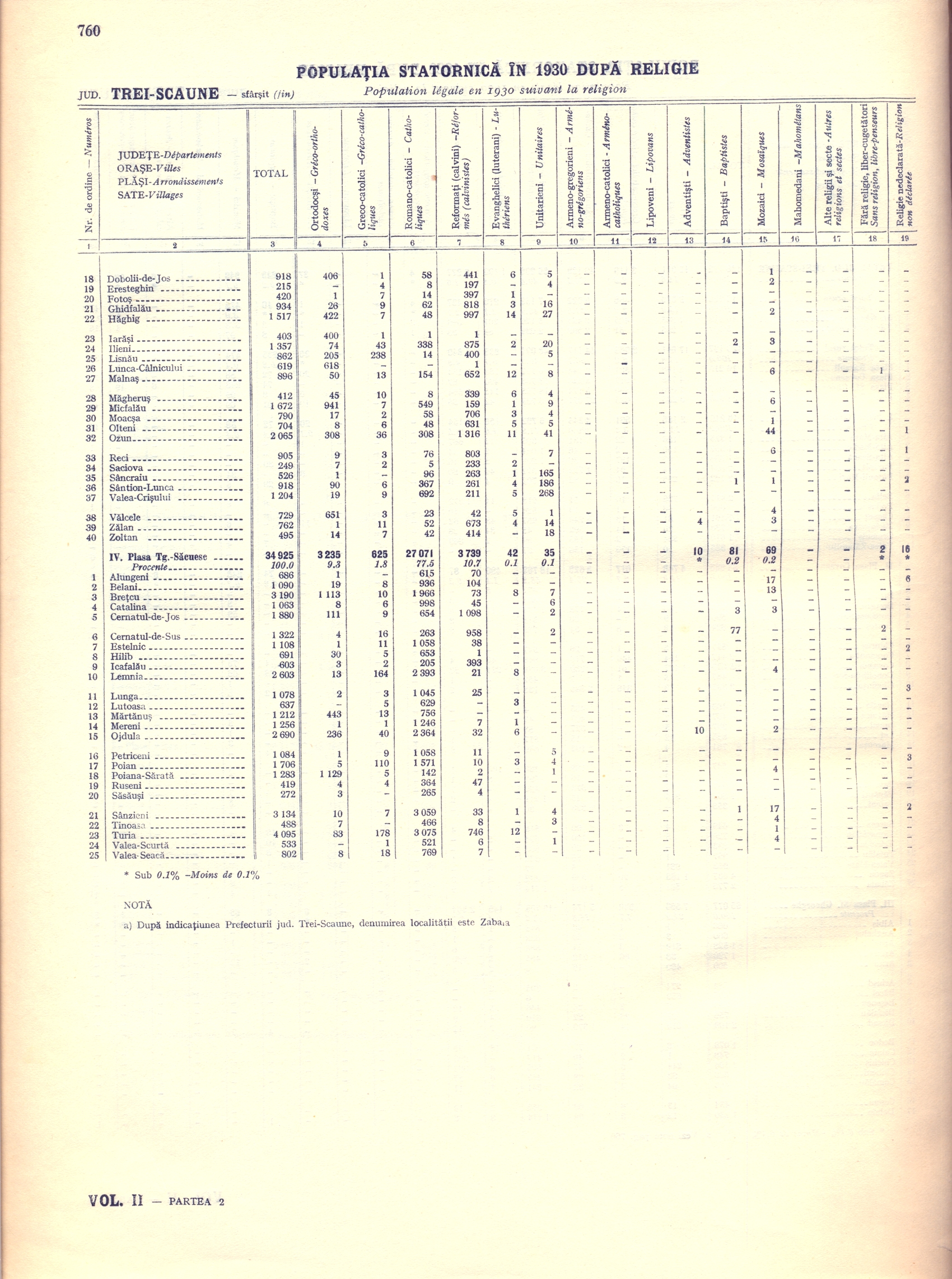
Populația județului în anul 1930, după religie